# Ran Curiel
Ran Curiel (* 19. Januar 1949 in Israel) ist ein israelischer Diplomat.
Curiel studierte an der Universität Tel Aviv und erhielt dort einen Bachelor of Arts in Middle Eastern Studies, African Studies und Archäologie. An der Universität Haifa erhielt er einen Master of Arts in Politikwissenschaft.
1975 begann Curiel im israelischen Außenministerium tätig zu werden. Sein erster Posten führte ihn an die israelische Botschaft in Buenos Aires, wo er von 1976 bis 1981 als Erster Sekretär fungierte. Von 1981 bis 1985 arbeitete er im Department of West European Affairs des israelischen Außenministeriums in Jerusalem. Danach war er von 1985 bis 1989 Counselor an der israelischen Botschaft in Washington, D.C. Curiel wurde nun erneut von 1989 bis 1990 im Department of West European Affairs tätig.
Von 1990 bis 1992 nahm er an einem Programm der Rothschild Foundation (The Association for Advanced Studies for Outstanding Public Servants) teil und studierte European Studies an der Hebräischen Universität in Jerusalem und der Johns Hopkins University.
Im Anschluss wurde er 1992 Direktor der Division for Multilateral European Institutions im Department of West European Affairs und blieb dies bis 1996, als er israelischer Botschafter in Griechenland wurde. Diesen Posten wiederum bekleidete Curiel bis 2001. Von 2003 bis 2007 war er stellvertretender Generaldirektor im israelischen Außenministerium sowie Leiter des Western Europe Department. Von 2007 bis 2011 hatte er den Posten des israelischen Botschafters bei der Europäischen Union und der NATO inne.
Curiel ist verheiratet und hat drei Kinder.